# Jornal Sporting
Le Jornal Sporting (Journal Sporting, en français) est le journal hebdomadaire du club de football du Sporting Clube de Portugal.

## Histoire
Fondé le 31 mars 1922, il est l'un des plus anciens journaux sportifs du Portugal et d'Europe.
Il sort dans les kiosques tous les jeudis (changement depuis 2012, il sortait auparavant le mardi), et traite de toutes les sections du Sporting. Il est possible de s'y abonner, quel que soit son pays de résidence. Il est également possible de s'abonner à une édition en ligne.
Le 31 mars 2013, le journal célèbre ses 91 ans d'existence.